# Suzuki DR 250
La DR 250 est une moto de type tout-terrain fabriquée et vendue par Suzuki.

## Description
La DR250S (SJ41A) a été introduite en 1982, pour concurrencer les Honda XL250, Yamaha XT250 et Kawasaki KL250. Elle est dérivée de la Suzuki SP250. Elle est dotée d'une suspension complète et d'un moteur à ACT à quatre soupapes.
Elle était plus légère et plus compacte que la populaire XL250R, mais était impopulaire principalement en termes de design. La même année, la DR125S est également apparue.
La DR250S (SJ44A) de deuxième génération a été lancée en 1990. Elle porte le même nom que son prédécesseur, mais c'est un produit différent qui n'a presque pas de parties communes.
La DR250S de deuxième génération est un modèle doté d'un moteur de 249 cm3, dérivé du DR350S (349 cm3), qui a été développé par Al Baker. Al Baker avait auparavant développé le moteur de la Honda XR500R/XR350R en 1983.
Plus tard, la DR250SH proposera une fonction de réglage hydraulique de la hauteur de selle. La DR250SHE sera équipée d'un démarreur électrique. La DR250 Djebel sera équipée d'un feu rond de grand diamètre, mais la suspension inversée disparait. Il existe un modèle enduro DR250 (seul le moteur est différent du DR350).
La DR250R (SJ45A) de troisième génération, lancée en 1998, ne partage que la transmission et les roues avant et arrière avec le dernier modèle de DR350, la plupart des autres pièces ont été repensées. Le moteur passe du carter sec au carter humide, et adopte des cylindres plaqués. Des efforts sont faits pour réduire le poids, comme l'ajout d'écrous de rayon en aluminium.
Le moteur de la série SJ41A est utilisé dans les GN250E, NZ250, Volty, Marauder 250, SW-1, Grass Tracker et ST250. Le moteur SJ44A est utilisé sur les Goose 250 et Goose 350, ainsi que dans le LT400, un quad. De plus, bien qu'ils soient refroidis par eau, et aient une apparence différente, les moteurs utilisés dans le Skywave 250 et le Skywave 400 sont également basés sur la même série.

## Spécifications

### Moteur et transmission
Le moteur est un quatre temps monocylindre refroidi par air, avec un arbre à cames en tête et quatre soupapes. Un alésage de 72 mm et une course de 61,2 mm donnent une cylindrée de 249 cm3. La puissance nominale est de 12,4 kW/17 ch. Le couple maximal de 17,4 N m est disponible à 4 000 tr/min. Le taux de compression est de 9,0:1. Le mélange est préparé par un carburateur Mikuni d'une section de 34 mm. Le moteur est démarré avec le démarreur à pied. La transmission a cinq vitesses. La roue arrière est entraînée par une chaîne.

### Suspension et freins
Le diamètre de la roue avant est de 21 pouces, celle à l'arrière est de 18 pouces. L'empattement est de 1 410 mm. Au départ, les deux roues sont dotées de freins à tambour. À partir de 1985, elles sont équipées de série d'un frein à disque, d'un diamètre de 260 mm.